# Campionati europei di bob 1968
I Campionati europei di bob 1968, quinta edizione della manifestazione organizzata dalla Federazione Internazionale di Bob e Skeleton, si sono disputati a Sankt Moritz, in Svizzera, sulla pista Olympia Bobrun St. Moritz–Celerina, il tracciato naturale sul quale si svolsero le competizioni del bob e dello skeleton ai Giochi di Sankt Moritz 1928 e di Sankt Moritz 1948. La località elvetica ha quindi ospitato le competizioni europee per la prima volta nel bob a due uomini e nel bob a quattro.

## Risultati

### Bob a due uomini
|     | Wolfgang Zimmerer Peter Utzschneider | Germania Ovest |     |     |
|     | Patrick Evely Toni Fields            | Regno Unito    |     |     |
|     | John Blockey Mike Freeman            | Regno Unito    |     |     |
| ... | ...                                  | ...            | ... | ... |

### Bob a quattro
|     | Jean Wicki Hans Candrian Willi Hofmann Walter Graf          | Svizzera    |     |     |
|     | Ion Panțuru Petre Hristovici Nicolae Neagoe Gheorghe Maftei | Romania     |     |     |
|     | John Blockey Timothy Thorn John Brown Mike Freeman          | Regno Unito |     |     |
| ... | ...                                                         | ...         | ... | ... |

## Medagliere
| Pos.   | Paese          | Oro | Argento | Bronzo | Totale |
| ------ | -------------- | --- | ------- | ------ | ------ |
| 1      | Germania Ovest | 1   | 0       | 0      | 1      |
| 1      | Svizzera       | 1   | 0       | 0      | 1      |
| 3      | Regno Unito    | 0   | 1       | 2      | 3      |
| 4      | Romania        | 0   | 1       | 0      | 1      |
| Totale | Totale         | 2   | 2       | 2      | 6      |